# Medernach
Medernach (luxemburguès Miedernach, alemany Medernach) és una vila de la comuna de Vallée de l'Ernz i antigua comuna al nord-est de Luxemburg, en el cantó de Diekirch.

## Població
| Nacionalitat   | Població | %      |
| -------------- | -------- | ------ |
| luxemburguesos | 590      | 61,01% |
| Forasters      | 377      | 38,99% |
| - portuguesos  | 265      | 27,4%  |
| - francesos    | 16       | 1,65%  |
| - italians     | 10       | 1,03%  |
| - belgues      | 6        | 0,62%  |
| - alemanys     | 26       | 2,69%  |
| - iugoslaus    | 1        | 0,10%  |
| - altres       | 53       | 5,48%  |

## Evolució demogràfica
| Any        | Població |
| ---------- | -------- |
| 15/02/2001 | 967      |
| 01/01/2002 | 979      |
| 01/01/2003 | 985      |
| 01/01/2004 | 1.000    |
| 01/01/2005 | 1.029    |